# Верхняя Галилея (регион)
Верхняя Галилея (ивр. הגליל העליון‎, HaGalil Ha’Elyon; араб. الجليل الأعلى‎, Al Jaleel Al A'alaa) — географический регион, расположенный на севере Израиля и юге Ливана. Являясь частью более крупного региона Галилея, он характеризуется высокими возвышенностями и гористой местностью; на юге граничит с Нижней Галилеей. Термин «Верхняя Галилея» является древним и используется с конца периода Второго Храма. С политической точки зрения, Верхняя Галилея находится в административных границах Северного округа Израиля.
Верхняя Галилея известна своей природной красотой: роскошными ландшафтами, средиземноморскими лесами и живописными пейзажами. К числу значимых природных объектов относятся Нахаль Амуд и пещера Кешет. Здесь также процветают виноградники и винодельни, где производят качественные вина. Гора Мерон — самая высокая точка в этом районе, достигающая 1 208 метров над уровнем моря. Цфат — главный город региона, где также расположен квартал художников, который был крупным центром израильского искусства.
Хотя исторические определения включают часть южного Ливана в границы Верхней Галилеи, ливанское правительство не использует термин «Галилея» для какой-либо части своей территории.

## История

### Древние времена
В Верхней Галилее находится множество значимых древних синагог, датируемых римской и византийской эпохами. К ним относятся синагоги Бар’ам, Набратейн, Гуш-Халав, Хукок, Хоразин, Мерон и некоторые другие. Развалины синагог также были найдены в Цисионе и Альме.

### Наши дни

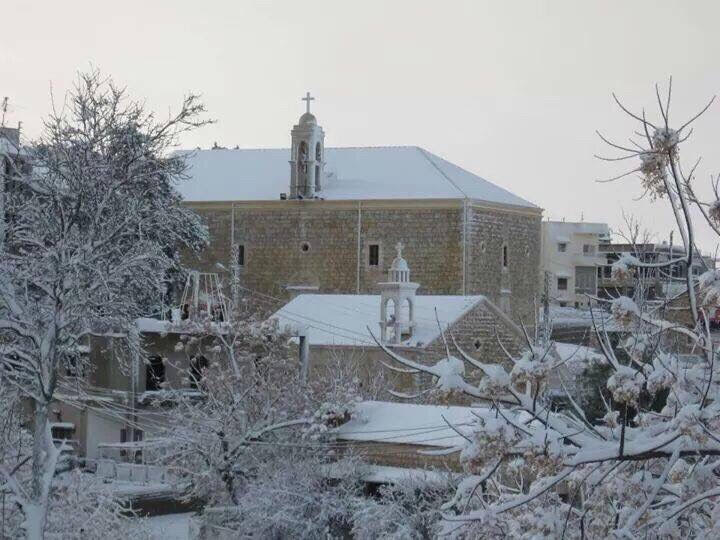
Эйн-Эбель в ливанской Верхней Галилее

После распада Османской империи и принятия Декларации Бальфура, в которой Британская империя обещала создать в Палестине «еврейский национальный дом», сионистское движение представило на Версальской мирной конференции документ, призывающий включить в британский мандат на Палестину всю территорию до реки Литани — с тем, чтобы она в конечном итоге стала частью будущего еврейского государства.
Однако лишь менее половины этой территории было включено в Британскую подмандатную Палестину. На окончательную границу повлияли как дипломатические манёвры и борьба между Великобританией и Францией, так и бои на местах, особенно битва при Тель-Хае в марте 1920 года.
В течение значительного времени после того, как граница была определена таким образом, что северная часть соответствующей территории стала частью подмандатной территории Франции, ставшей Ливаном, многие сионистские географы — и израильские географы в первые годы существования государства — продолжали говорить о «Верхней Галилее» как о «северной подобласти Галилейского региона Израиля и Ливана».
Согласно этому определению, «Верхняя Галилея» охватывает территорию площадью более 1500 км², из которых около 700 находятся в Израиле, а остальные — в Ливане. Сюда входит высокогорный район Белад-Бечара в Джабаль-Амель, расположенный в Южном Ливане, который некоторое время был известен на иврите как «Ливанская Галилея». Согласно географическому определению, «она отделена от Нижней Галилеи долиной Бейт-Керем; её горы выше, а долины глубже, чем в Нижней Галилее; её самая высокая вершина — Гора Мерон на высоте 1 208 м над уровнем моря. Цфат — один из крупных городов этого региона».
В последние десятилетия, однако, этот термин практически исчез из общеизраильского дискурса, а термин «Верхняя Галилея» используется исключительно в отношении той части, которая находится на территории Израиля.

## Границы
Первоначально термин «Верхняя Галилея» относился к более обширному региону, охватывающему горные районы современной северной части Израиля и южного Ливана. Границами этого региона были река Литани на севере, Средиземное море на западе, Нижняя Галилея на юге (от которой Верхнюю отделяет долина Бейт-Керем), а также верховья реки Иордан и долина Хула на востоке.
Согласно еврейскому историку I века Иосифу Флавию, границы Верхней Галилеи простирались от Берсабы в долине Бейт-Керем до Баки (Пкиин) на севере и от Мелота до Теллы. Площадь этого региона составляет около 470 км².
В современном употреблении топоним в основном относится только к северной части Галилеи, находящейся под суверенитетом Израиля. То есть сегодня этот термин не включает ни часть Южного Ливана до реки Литани, ни соответствующие участки Израильской прибрежной равнины на западе, ни Иорданскую рифтовую долину на востоке. Они считаются отдельными географическими областями, которые не являются частью «Верхней Галилеи».

## В искусстве
Регион Верхней Галилеи, в частности город Цфат, был центром израильского и еврейского искусства с 1920 года, когда художник Парижской школы Ицхак Френкель посетил этот регион и первым поселился в Цфате, где впоследствии основал художественную школу. В Цфате был основан квартал художников. Цфат отличался мистицизмом и представлял собой живописные деревни, что привлекало таких художников, как Френкель, Марк Шагал, Моше Кастель, Мордехай Леванон и других. Художников привлекали горные пейзажи и «мистика» верхней Галилеи. До появления кондиционеров Цфат также привлекал художников своими климатическими условиями, которые были более комфортными, чем в Летнем Тель-Авиве. Цфат также предлагал различные темы для художников, от музыкантов-клезмеров до хасидов и самого города. Гора Мерон также была объектом в работах еврейских художников: такие художники, как Френкель и Ролли Шаффер, рисовали безмятежные или огненные сцены заката над горой.

## Галерея

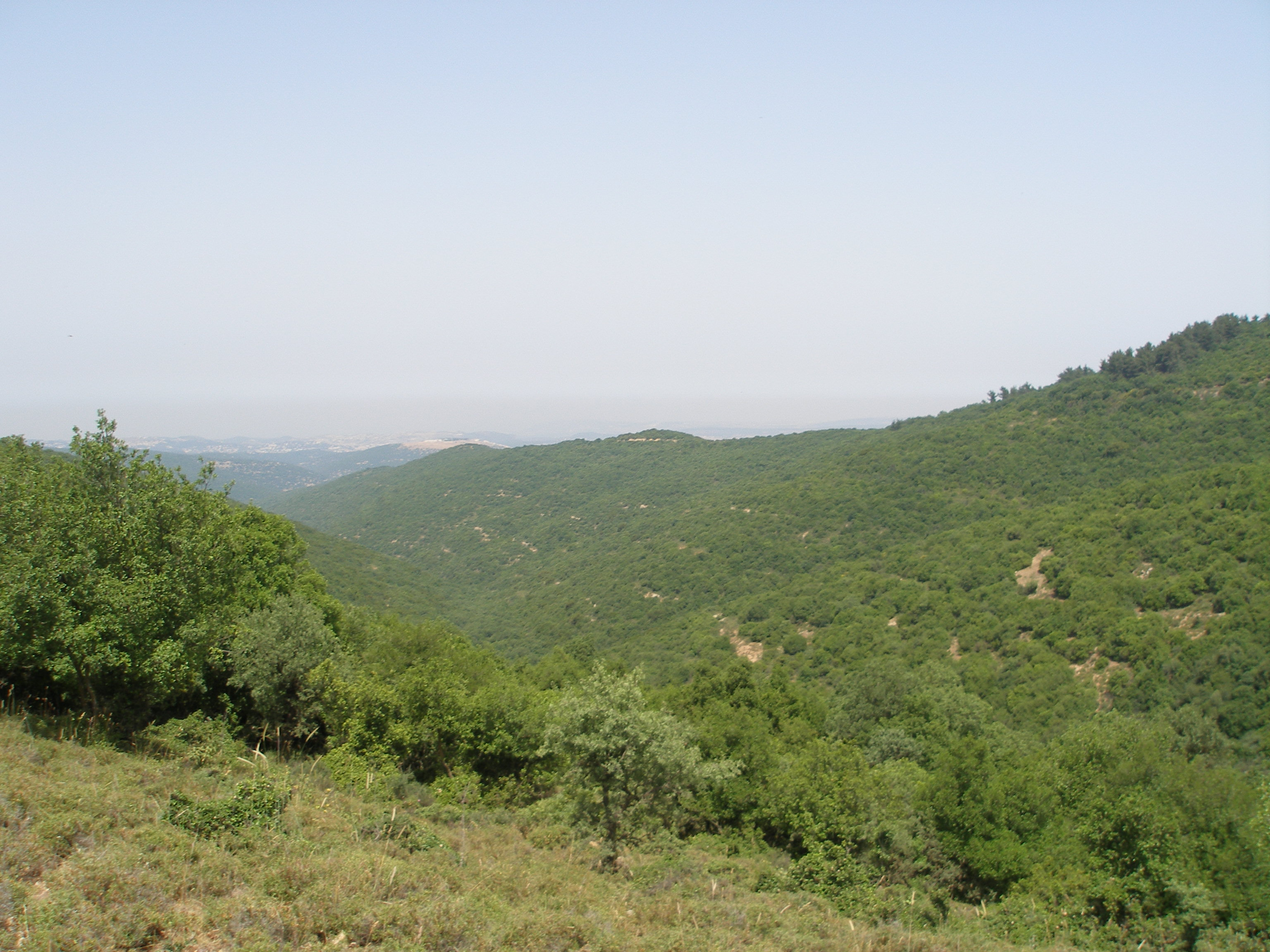
Горная местность в Верхней Галилее
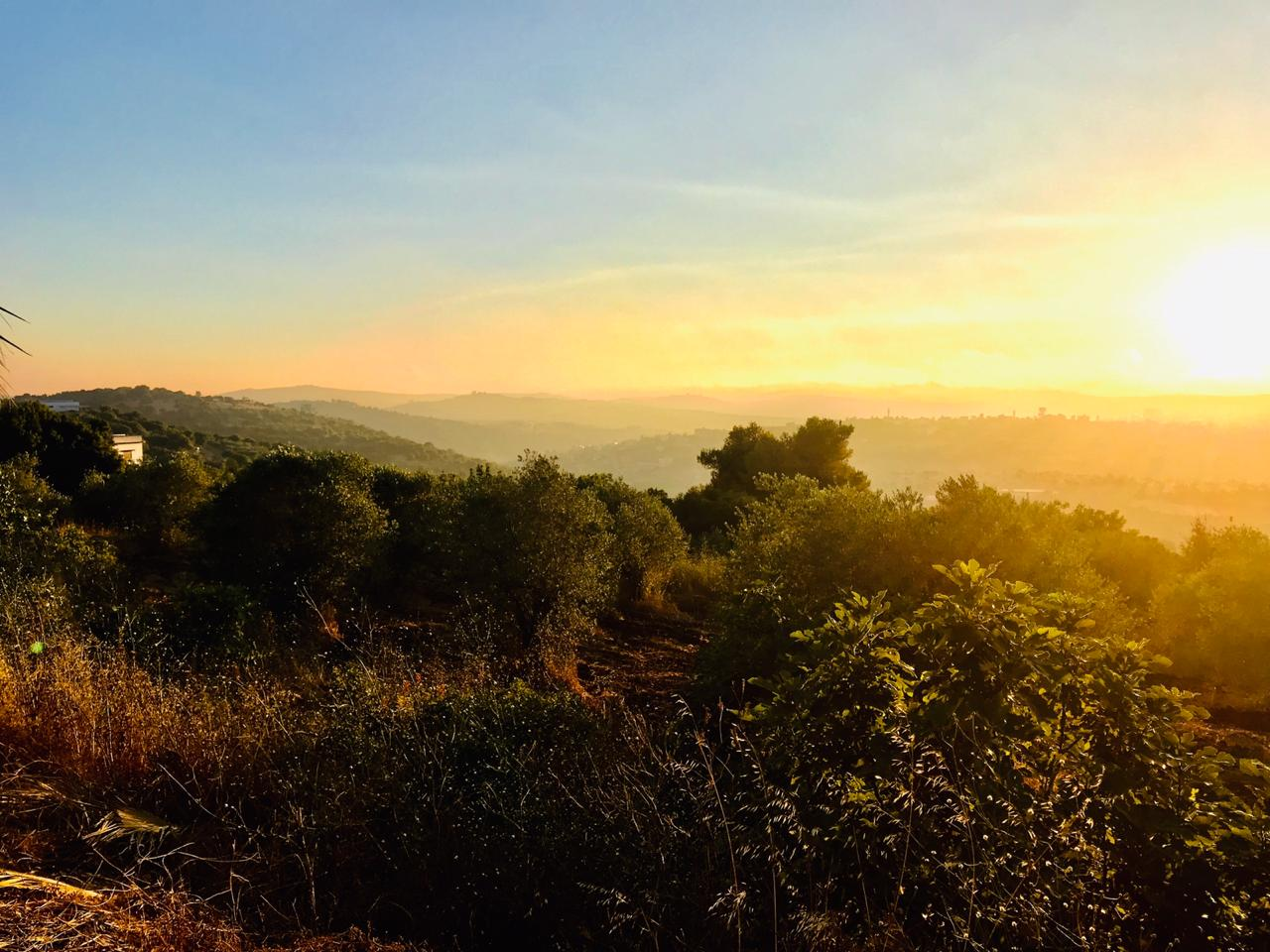
Айн-Эбель в ливанской Верхней Галилее
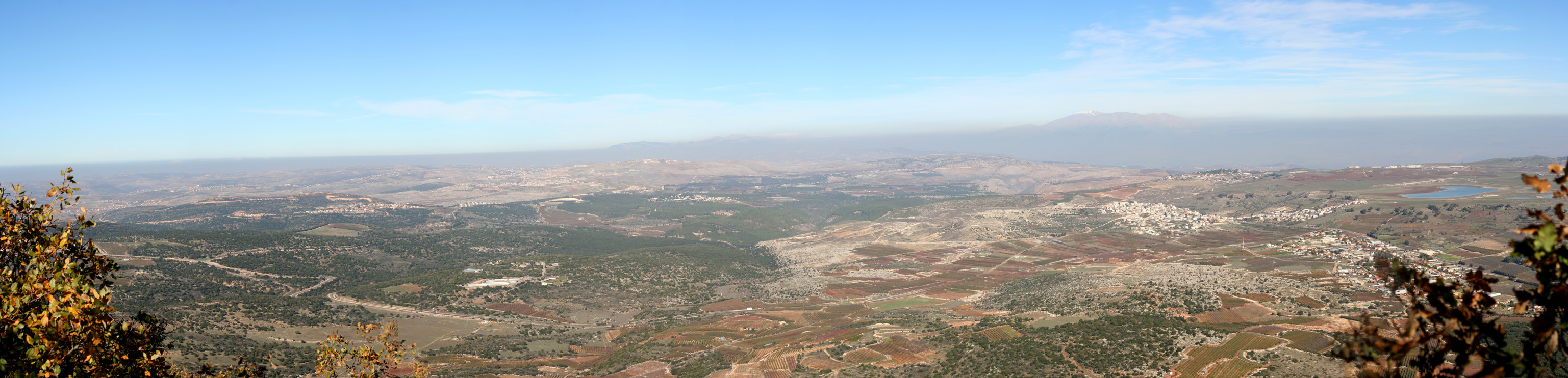
Вид на север с вершины Мерон в Верхней Галилее. На заднем плане видны части южного Ливана.
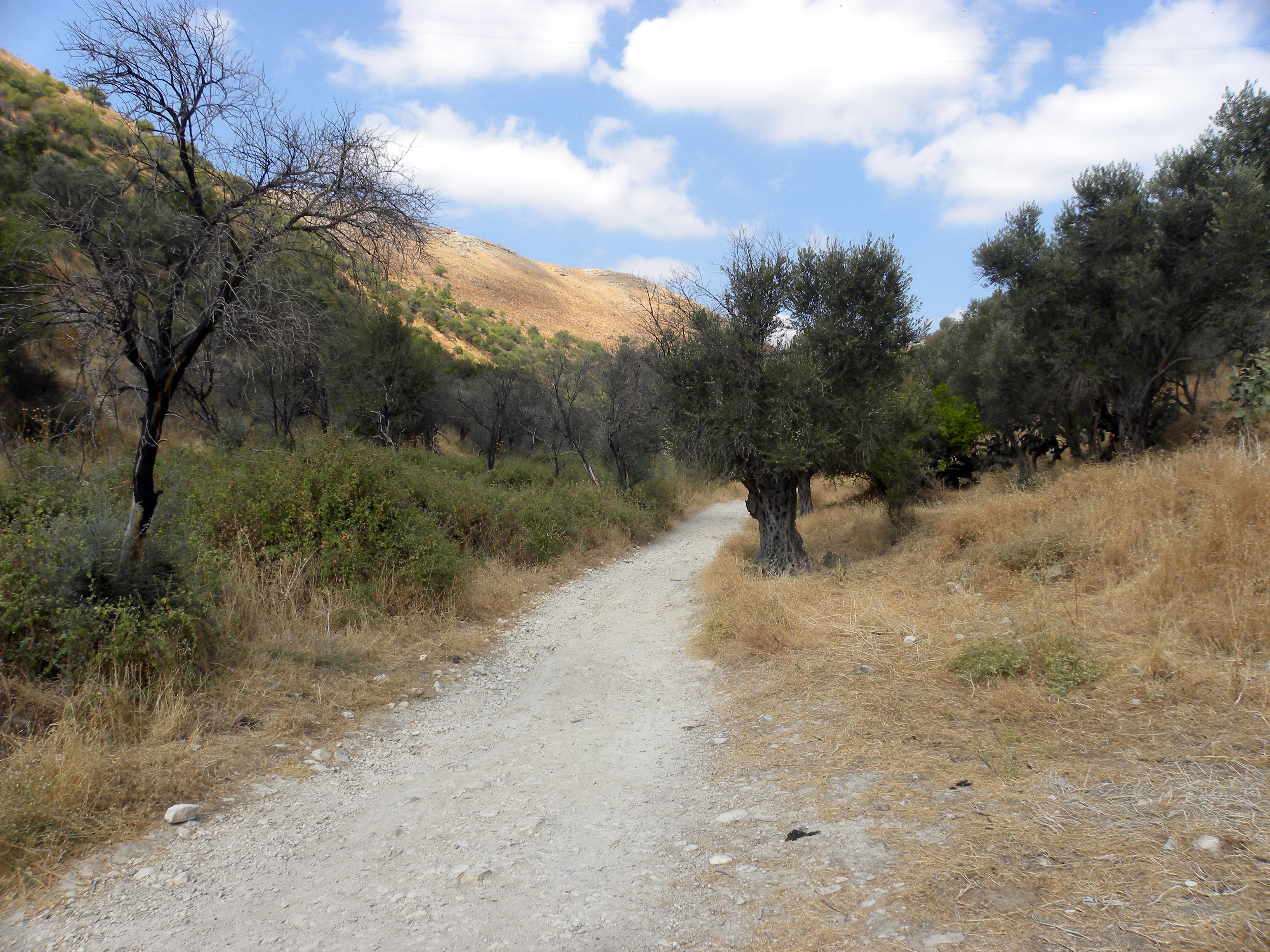
Старая дорога из Рош-Пина в Цфат, Верхняя Галилея, Израиль
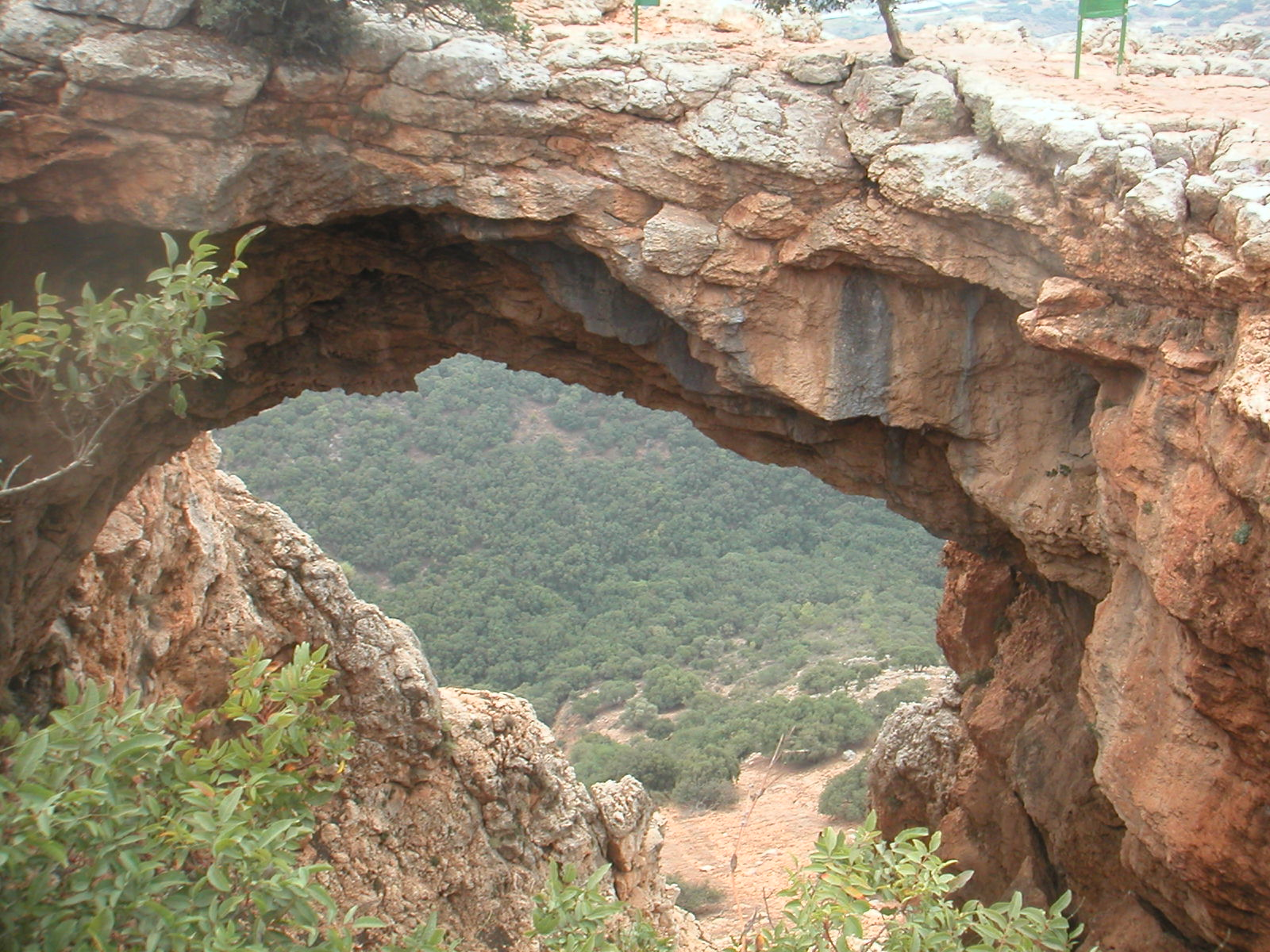
Пещера Кешет (природная арка), расположенная на хребте близ Нахаль Бецет.
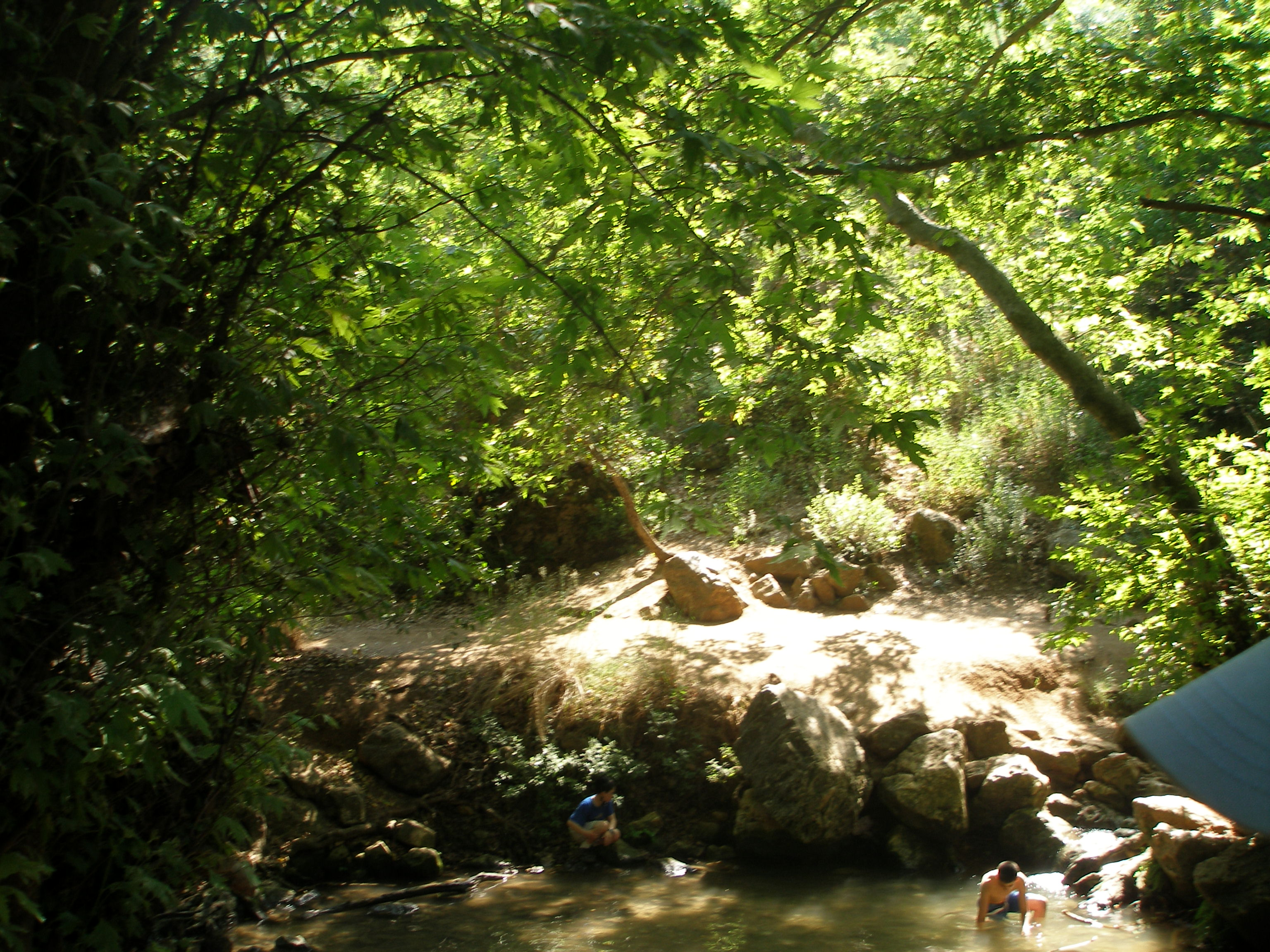
Река Амуд
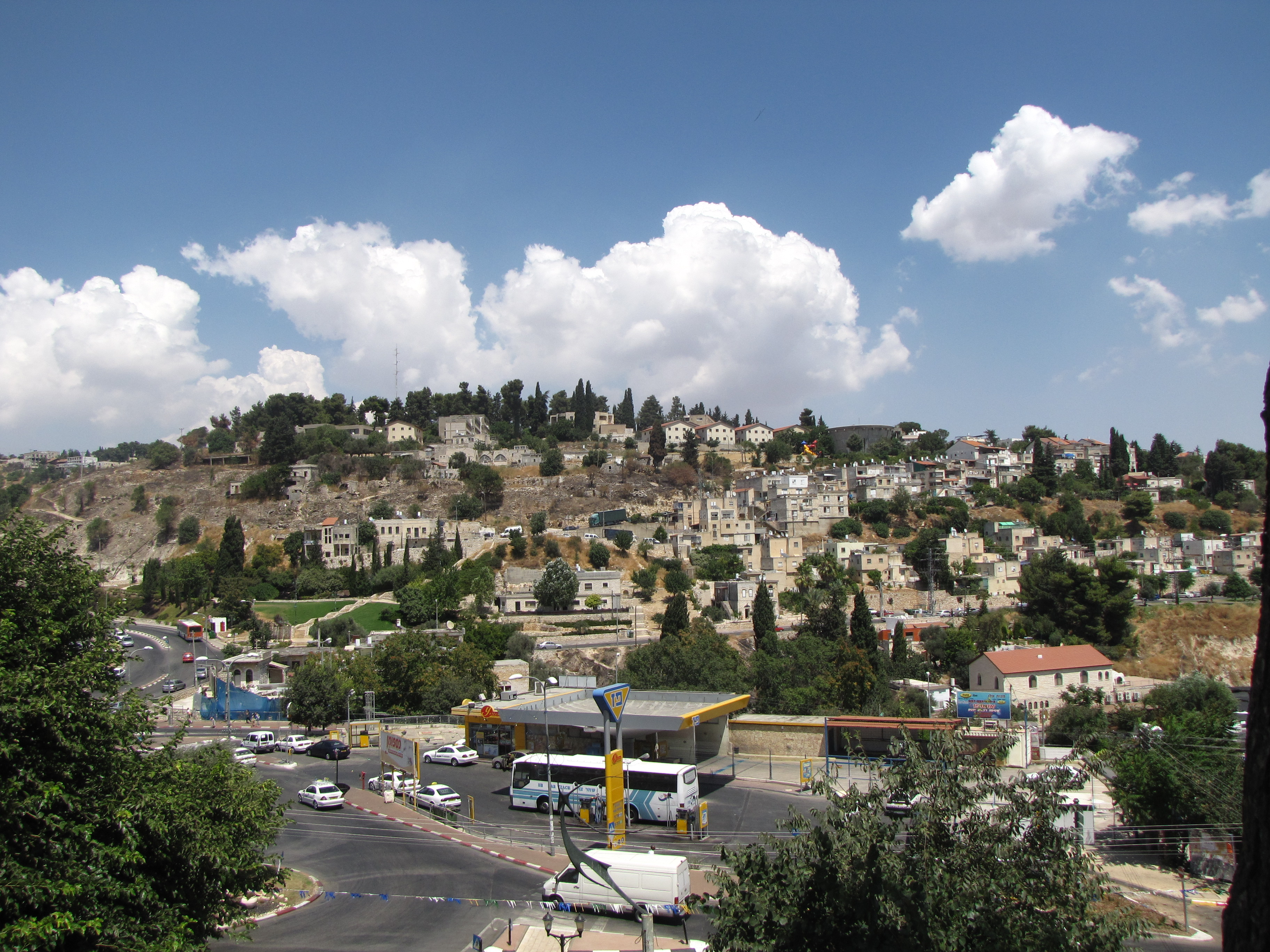
Цфат
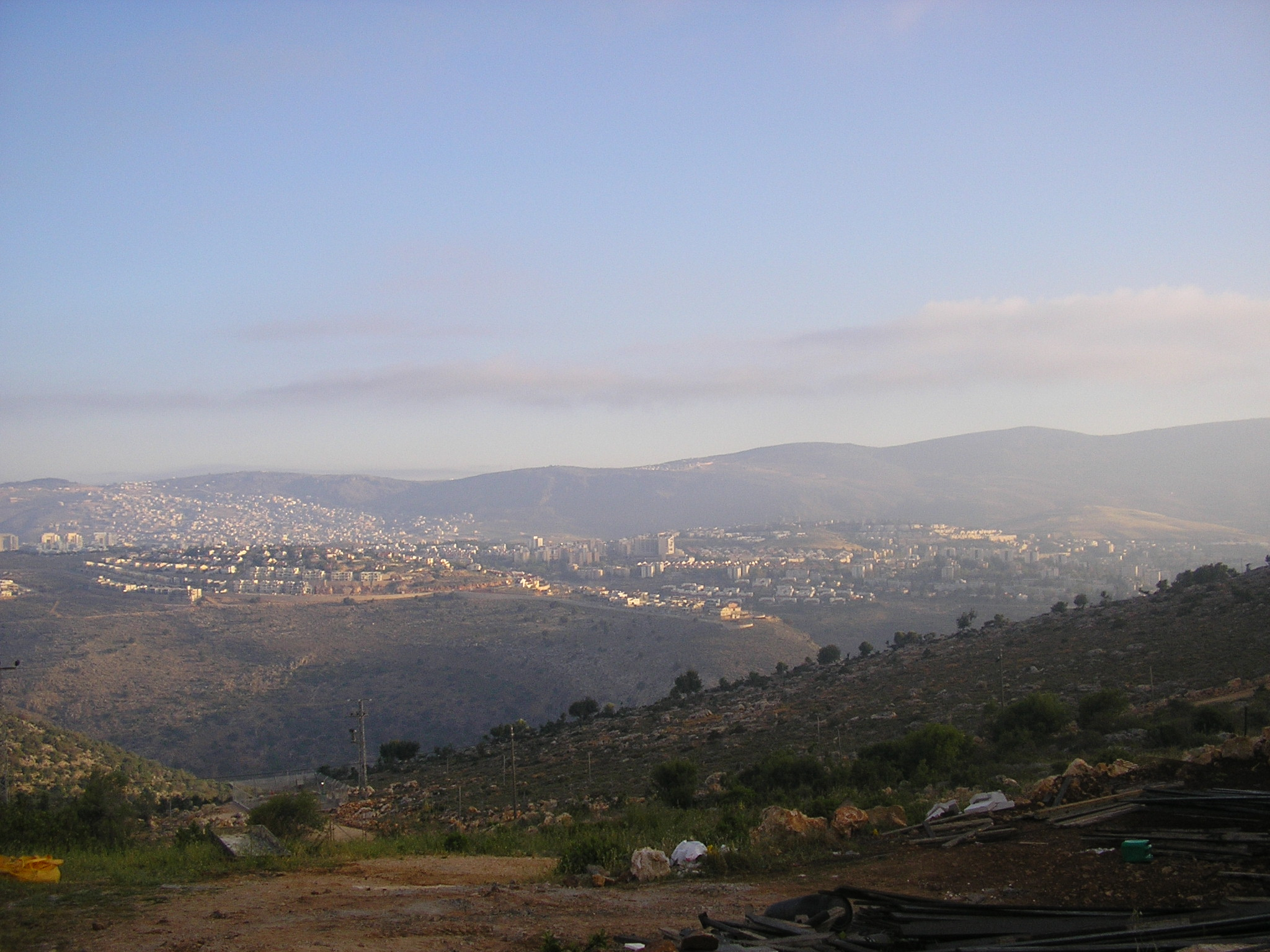
Кармиэль
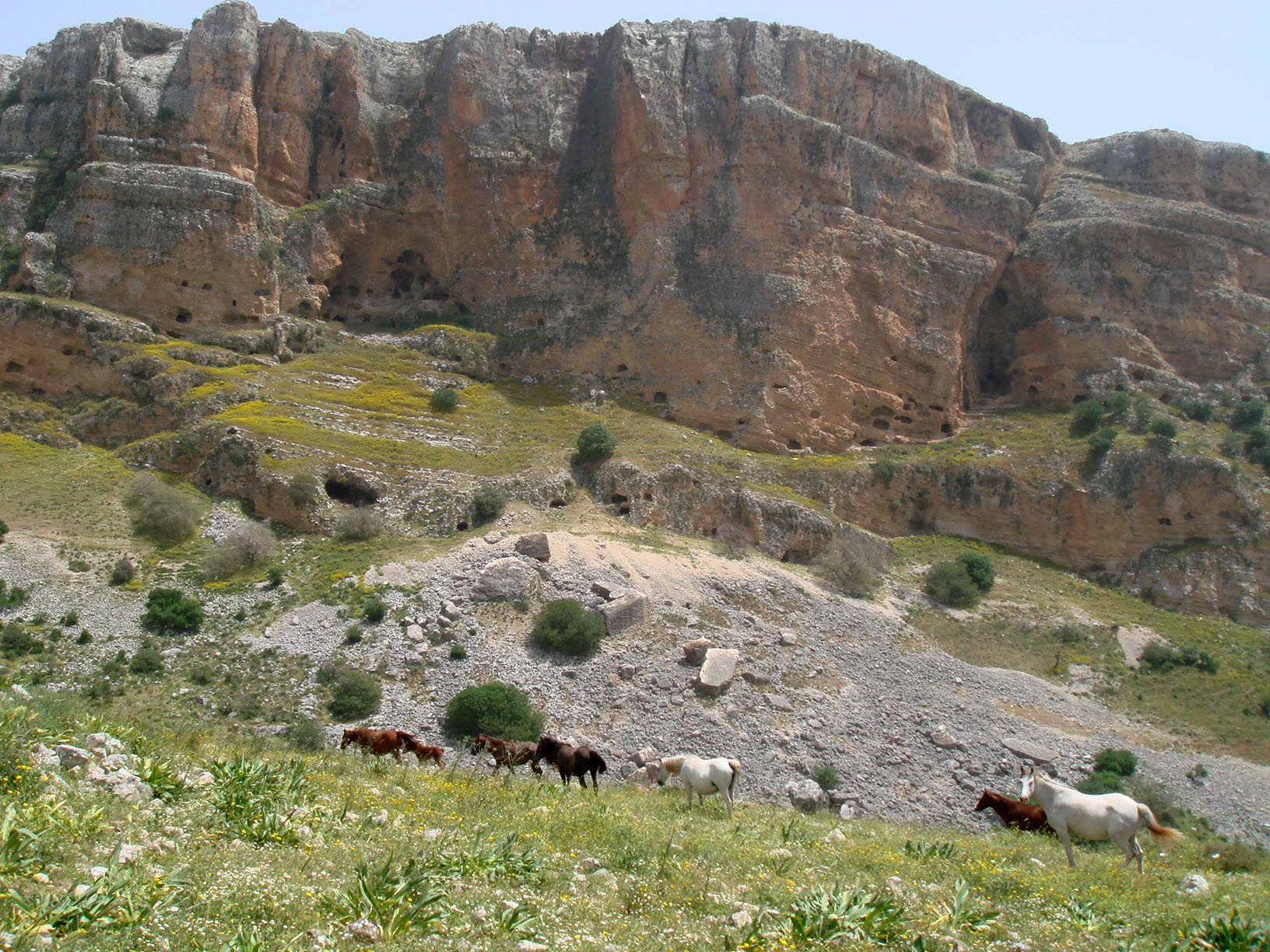
Лошади бродят около реки Нахаль Амуд, недалеко от Галилейского моря.